# 斯特拉特福 (紐約州)
斯特拉特福（英語：Stratford）是一個位於美國紐約州富爾頓縣的鎮。

## 人口
根據2020年美國人口普查的數據，斯特拉特福的面積為198.58平方千米，當中陸地面積為193.93平方千米，而水域面積為4.65平方千米。當地共有人口538人，而人口密度為每平方千米3人。